# Lejkówka dusząca

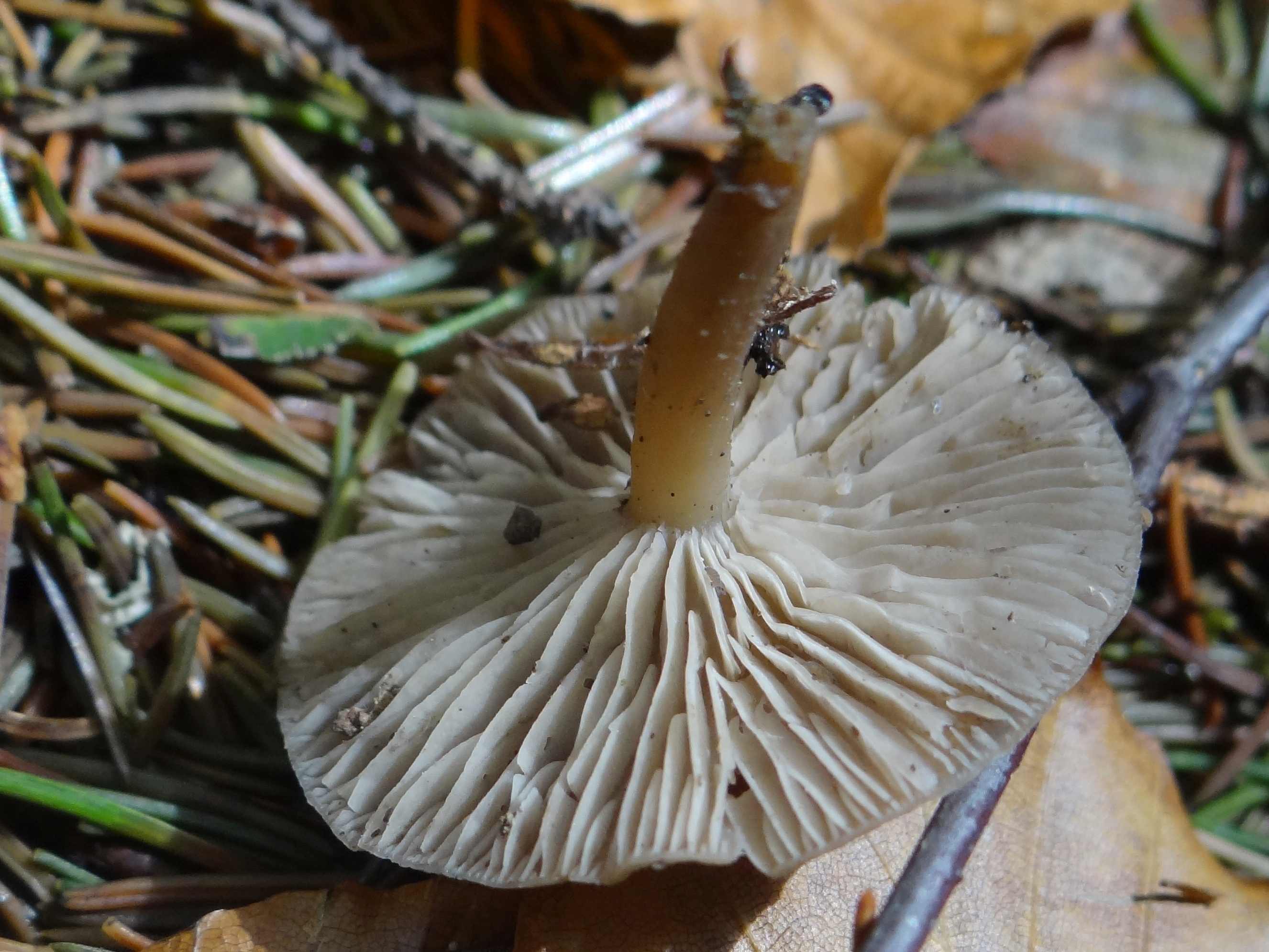

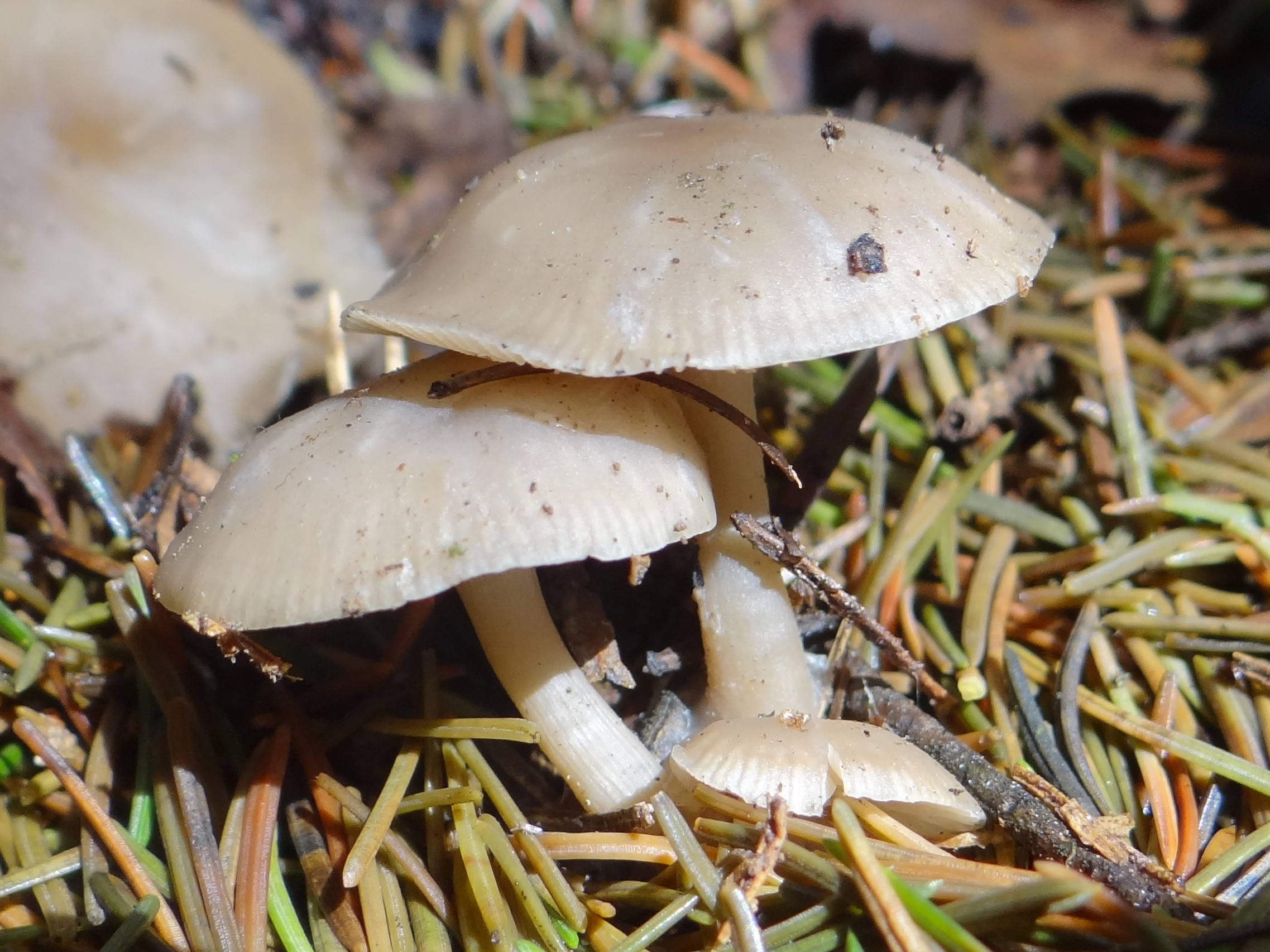

Lejkówka dusząca (Clitocybe fragrans (With.) P. Kumm  – gatunek grzybów z rzędu pieczarkowcow (Agaricales).

## Systematyka i nazewnictwo
Pozycja w klasyfikacji według Index Fungorum: Clitocybe, Incertae sedis, Agaricales, Agaricomycetidae, Agaricomycetes, Agaricomycotina, Basidiomycota, Fungi.
Po raz pierwszy takson ten zdiagnozował w 1792 r. Withering nadając mu nazwę Agaricus fragrans. Obecną, uznaną przez Index Fungorum nazwę nadał mu w 1871 r. P. Kumm., przenosząc go do rodzaju Clitocybe. 
Synonimy: 
- Agaricus fragrans With. 1792
- Clitocybe deceptiva H.E. Bigelow 1982
- Clitocybe depauperata (J.E. Lange) P.D. Orton 1960
- Clitocybe fragrans var. depauperata J.E. Lange 1930
- Clitocybe fragrans Sowerby 1795 var. fragrans
- Lepista fragrans (With.) Harmaja 1976
- Omphalia fragrans (With.) Gray 1821
- Pseudolyophyllum fragrans (With.) Raithelh. 1978
- Pseudolyophyllum fragrans (With.) Raithelh. 1978 var. fragrans

Nazwę polską podał Stanisław Chełchowski w 1998 r..

## Morfologia
Kapelusz
Średnica 1,2–3,5 cm, u młodych owocników wypukły, potem rozprostowuje się i u starszych staje się płasko-lejkowaty, ale z niewielkim wklęśnięciem. Brzeg nierówny, pofalowany i nieco podwinięty, w stanie wilgotnym rowkowany. Kapelusz jest silnie higrofaniczny. W stanie wilgotnym ma barwę beżowoszarą, szarą, jasnobrązową, brązową, a nawet czerwonobruntną. W stanie suchym jest jaśniejszy – ma barwę od białawej do kremowej. Powierzchnia gładka, naga, w stanie wilgotnym tłustawo połyskująca/
Blaszki
Gęste, wąskie, o szerokości do 3 mm, przyrośnięte lub nieco zbiegające. Ostrza gładkie,. Barwa biaława, płowokremowa lub nieco różowawa.
Trzon
Wysokość 2,5–6 cm, grubość 0,3–0,6 mm, walcowaty, przy podstawie nieco szerszy, często krzywy. Początkowo w środku jest watowaty, potem pusty. Powierzchnia gładka, pokryta drobnymi i połyskującymi włoskami. Ma barwę od białawej do bladokremowej i nieco brązowawej. Przy podstawie często występuje biała pilśniowata grzybnia.
Miąższ
W kapeluszu cienki, giętki i miękki, w trzonie włóknisty. Barwa od białawej do bladokremowej. Charakterystyczny jest silny zapach anyżu. Smak łagodny, nieco słodkawy.
Wysyp zarodników
O barwie od białej do jasnokremowej. Zarodniki elipsoidalne, gładkie, hialinowe, nieamyloidalne, z odgiętym na jednym końcu dzióbkiem (rostrum). Rozmiar 6–9 × 3,5–5,5 μm.

## Występowanie i siedlisko
Lejkówka dusząca jest szeroko rozprzestrzeniona w Ameryce Północnej, Europie i Azji. W Europie występuje od Hiszpanii po Islandię i Półwysep Skandynawski, gdzie sięga aż po 69 stopień szerokości geograficznej. W południowo-wschodniej części Europy nie występuje. Na półkuli południowej znana jest tylko w Nowej Zelandii. W piśmiennictwie naukowym na terenie Polski podano liczne jej stanowiska, nie jest jednak częsta.
Rośnie na ziemi w lasach iglastych, liściastych i mieszanych, na  polanach i ich obrzeżach, szczególnie w pod drzewami iglastymi. Owocniki pojawiają się pojedynczo lub w luźnych grupach od lipca do października.